# مؤتمر الفيروسات الرجعية والانتهازية
مؤتمر الفيروسات الرجعية والعدوى الانتهازية (بالإنجليزية: The Conference on Retroviruses and Opportunistic Infections)‏ يعد المؤتمر المعني بالفيروسات الرجعية والعدوى الانتهازية المعروف اختصارا (CROI) اجتماعًا علميًا سنويًا يعقد في الولايات المتحدة الأمريكية يحضره الآلاف من كبار الباحثين والأطباء من جميع أنحاء العالم مخصصًا لفهم ومكافحة وعلاج مرض الإيدز والعدوى الانتهازية المرتبطة بالإيدز.

## قائمة المؤتمرات
فيما يلي قائمة المؤتمرات ومكان انعقادها:
| 1  | 1993 | واشنطن العاصمة، الولايات المتحدة الأمريكية |
| 2  | 1995 | واشنطن العاصمة، الولايات المتحدة الأمريكية |
| 3  | 1996 | واشنطن العاصمة، الولايات المتحدة الأمريكية |
| 4  | 1997 | واشنطن العاصمة، الولايات المتحدة الأمريكية |
| 5  | 1998 | شيكاغو، الولايات المتحدة الأمريكية         |
| 6  | 1999 | شيكاغو، الولايات المتحدة الأمريكية         |
| 7  | 2000 | سان فرانسيسكو، الولايات المتحدة الأمريكية  |
| 8  | 2001 | شيكاغو، الولايات المتحدة الأمريكية         |
| 9  | 2002 | سياتل، الولايات المتحدة الأمريكية          |
| 10 | 2003 | بوسطن، الولايات المتحدة الأمريكية          |
| 11 | 2004 | سان فرانسيسكو، الولايات المتحدة الأمريكية  |
| 12 | 2005 | بوسطن، الولايات المتحدة الأمريكية          |
| 13 | 2006 | دنفر، الولايات المتحدة الأمريكية           |
| 14 | 2007 | لوس أنجلوس، الولايات المتحدة الأمريكية     |
| 15 | 2008 | بوسطن، الولايات المتحدة الأمريكية          |
| 16 | 2009 | مونتريال، الولايات المتحدة الأمريكية       |
| 17 | 2010 | سان فرانسيسكو، الولايات المتحدة الأمريكية  |
| 18 | 2011 | بوسطن، الولايات المتحدة الأمريكية          |
| 19 | 2012 | سياتل، الولايات المتحدة الأمريكية          |
| 20 | 2013 | أتلانتا، الولايات المتحدة الأمريكية        |
| 21 | 2014 | بوسطن، الولايات المتحدة الأمريكية          |
| 22 | 2015 | سياتل، الولايات المتحدة الأمريكية          |
| 23 | 2016 | بوسطن، الولايات المتحدة الأمريكية          |
| 24 | 2017 | سياتل، الولايات المتحدة الأمريكية          |
| 25 | 2018 | بوسطن، الولايات المتحدة الأمريكية          |

## روابط خارجية
- الموقع الرسمي